# 研磨テープ
研磨テープ（けんまテープ）は、研磨材を用いた加工用具の一種。主に、ハードディスクの表面研磨や光ファイバーの端面研磨やプラズマディスプレイのカラット取りなど、精密部品の研磨に使われる。
直径10マイクロメートル以下のWA（ホワイトアルミナ）やGC（グリーンカーボランダム）、D（ダイヤモンド）などの研磨材微粒子にポリエステル・ウレタン樹脂を加え、薄膜状に塗布した製品である。塗布厚は5-10マイクロメートルで、研磨剤の大きさや使用目的に応じて変わる。研磨剤が非常に細かいことから、クリーンルーム内での製造によるスクラッチ防止が要求される。また鏡面化と加工量の両立のため、そのトレードオフを克服する技術力が要求される、
砥石→研磨布紙→研磨テープの順に仕上がりは細かくなる。